# 焦祐瀛
焦祐瀛（1814年—1887年），字桂樵，直隸天津府天津縣人。清朝政治人物，軍機大臣，同治帝顾命八大臣之一。

## 經歷
道光十九年（1839年）己亥科舉人。考取內閣中書。充軍機章京，累遷光祿寺少卿。咸豐十年（1860年），奉命赴天津、靜海諸縣治團練。召回，跟隨咸豐帝幸熱河。十月二十八日（1860年12月10日），命在軍機大臣上學習行走。焦祐瀛尤其媚事肅順等人，咸豐朝諸類詔旨，多出於焦祐瀛之手，在當時受矚目。
咸豐十一年（1861年）七月，咸豐帝駕崩後與肅順、載垣、端華等同受顧命，為顾命八大臣。八月，遷太僕寺卿。祺祥之變後，與穆廕、匡源、杜翰皆罷直軍機，議罪，兩宮太后下詔：「载垣等人竊奪政權，穆廕等人不能力爭，都是屬於枉顧聖恩，怠忽職守。穆蔭任軍機大臣上行走一職時間最久，職位也最大，違法情節最重。親王、大臣擬定將穆蔭革職發配新疆效力贖罪，罪有應得，只是载垣氣焰囂張，官威最大，你們受到载桓的箝制，都難以與戴垣抗衡，因此不能振作發揮，情有可原，穆廕馬上革職，加恩改為『發往軍臺效力』。匡源、杜翰、焦佑瀛三人都革職，不必發配邊疆了。」

## 註解
1. ↑  王皓. .   [2019-02-08]. （原始内容存档于2019-08-18）.
2. ↑  「穆廕等於载垣等窃夺政柄，不能力争，均属辜恩溺职。穆廕在军机大臣上行走最久，班次在前，情节尤重。王、大臣等拟请将穆廕革职发往新疆效力赎罪，咎有应得。惟以载垣等凶焰方张，受其箝制，均有难与争衡之势，其不能振作，尚有可原，著即革职，加恩改发军台效力赎罪。匡源、杜翰、焦祐瀛皆革职，免其遣戍。」

## 後代
- 焦菊隐

## 延伸阅读
[在维基数据编辑]
 《清史稿·卷387》，出自趙爾巽《清史稿》